# Kropka nad i (film 2003)
Kropka nad i (ang. Dot the i) – melodramat w reżyserii Matthew Parkhilla z 2003 roku. Film jest koprodukcją amerykańsko-hiszpańsko-brytyjską.

## Fabuła
Carmen poznaje na swoim wieczorze panieńskim Kita. Wkrótce przez nowo poznanego mężczyznę traci pracę i pogarszają się jej stosunki z narzeczonym, Barnabym. Jednak zarówno Kit, jak i Barnaby skrywają przed nią pewne tajemnice.

## Obsada
- Gael García Bernal – Kit Winter
- Natalia Verbeke – Carmen Collazo
- James D’Arcy – Barnaby F. Caspian
- Tom Hardy – Tom
- Charlie Cox – Theo